# 장현철
장현철(1970년 ~ )은 대한민국의 가수이다. 대표곡으로는 〈걸어서 하늘까지〉, 〈나에게 조금 더〉 등이 있다. 1992년 MBC 《대학가요제》에서 〈사랑했던 나의 너〉로 동상을 수상하며 데뷔했다.

## 예능
- 2020년 1월 11일 JTBC2 《투유 프로젝트 슈가맨3》